# Воля Постолова
Воля Постолова (пол. Wola Postołowa) — колишнє село на теренах прадавніх українських земель, зараз в Польщі перебуває в Підкарпатському воєводстві, частина міста Лісько над Сяном.

## Історія
Ймовірно, перше поселення виникло ще за часів давньої Русі на руському праві.
Вперше згадується в документі 1441 року, як власність роду Кмітів на німецькому праві. Входило до Ліського ключа Сяніцької землі Руське воєводства.
У 1772-1918 рр. село було у складі Австро-Угорської монархії, у провінції Королівство Галичини та Володимирії. У 1893 році село належало до Ліського повіту, у селі нараховувалось 48 будинків і 334 мешканців (312 греко-католиків, 28 римо-католиків і 4 юдеї).
У 1919-1939 рр. — у складі Польщі. Село належало до Ліського повіту Львівського воєводства, у 1934-1939 рр. входило до складу ґміни Лісько.
В 1921 році в селі було 67 будинків і 395 мешканців (364 греко-католики і 31 римо-католик).
Село не мало власної церкви. Прихід був у с. Постолів Ліського деканату.
На 01.01.1939 село було чисто українським, у селі з 490 жителів було 440 українців-грекокатоликів і 50 українців-римокатоликів.
У середині вересня 1939 року німці окупували село, однак уже 26 вересня 1939 року мусіли відступити з правобережної частини Сяну, оскільки за пактом Ріббентропа-Молотова правобережжя Сяну належало до радянської зони впливу. 27.11.1939 постановою Президії Верховної Ради УРСР село у складі повіту включене до новоутвореної Дрогобицької області. Територія ввійшла до складу утвореного 17.01.1940 Ліськівського району (районний центр — Лісько). В 1940 році мешканці були виселені з прикордонної зони, де будувалась лінія Молотова. Наприкінці червня 1941, з початком Радянсько-німецької війни, територія знову була окупована німцями. У серпні 1944 року радянські війська знову оволоділи селом. В березні 1945 року, у рамках підготовки до підписання Радянсько-польського договору про державний кордон зі складу Дрогобицької області правобережжя Сяну включно з селом було передане до складу Польщі. Далі поляками українське населення було піддане етноциду — виселене на територію СРСР в 1945-1946 рр. та в 1947 році під час Операції Вісла депортоване на понімецькі землі. В хати українців поселені поляки.

## Сучасність
На даний час у селі 14 будинків і 93 мешканці. На західному краю села зберігся дерев'яний маєток I-ї пол. XIX ст.